# Поливагальная теория

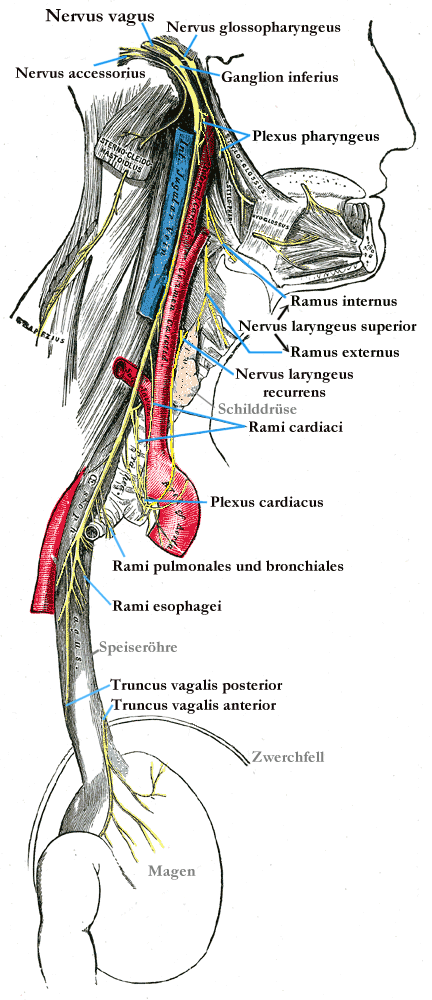
блуждающий нерв

Поливагусная (поливагальная) теория (англ. polyvagal theory, от др.-греч. πολύς — «многочисленный», и лат. nervus vagus - блуждающий нерв) преобразовала современную травмотерапию. Она объясняет, как наша вегетативная нервная система старается обеспечивать наше выживание, какую роль в этом играет чувство безопасности и связи и как может случиться, что мы поранимся. Теория описывает две функционально различные ветви блуждающего нерва (n. vagus - десятая пара черепных нервов). Эти ветви блуждающего нерва у млекопитающих выполняют эволюционно различные реакции на стресс: более примитивная ветвь вызывает поведение на основе обездвиживания (например, оцепенение), в то время как более развитая ветвь связана с социальным взаимодействием и самоуспокаивающим поведением. Эти функции соответствуют филогенетической иерархии, в которой более примитивные системы активируются лишь в случае сбоя в более развитых. Эти нервные пути регулируют автономное состояние, выражение эмоционального и социального поведения. Таким образом, согласно этой теории, физиологические состояния предлагают свой диапазон поведенческих и психологических проявлений. Поливагальная теория предлагает множество направлений для исследования стресса, эмоций и социального поведения, где традиционно применялись периферические параметры возбуждения, такие как частота сердечных сокращений и уровень кортизола в крови. Измерение тонуса блуждающего нерва стало новым параметром для оценки уязвимости для стресса и реактивности во многих исследованиях людей с аффективными расстройствами, например, детей с поведенческими проблемами, а также людей с пограничным расстройством личности.
Поливагальная теория была представлена нейробиологом-бихевиористом Стивеном Порджесом в его президентском обращении к Обществу психофизиологических исследований в Атланте, штат Джорджия, 8 октября 1994 года.
Доклад был позже опубликован в Psychophysiology 1995 под названием Orienting in a defensive world: Mammalian modifications of our evolutionary heritage. A Polyvagal theory (Porges, 1995).
Порджес — американский психиатр и нейробиолог. Он профессор психиатрии в University of North Carolina at Chapel Hill. В настоящее время Поргес также является директором Консорциума исследований травматического стресса Института Кинси в Indiana University Bloomington, который занимается изучением изменяющих жизнь эффектов и методов лечения травм.  
Ранее он был профессором Иллинойсского университета в Чикаго и Мэрилендского университета. В Чикаго он был директором Brain-Body Centers в Медицинском колледже. Порджес — бывший президент Общества психофизиологических исследований.

## Филогенетические подсистемы
Блуждающий нерв является основным компонентом вегетативной нервной системы. Поливагальная теория рассматривает структуру и функционирование двух отдельных ветвей этого нерва, обе из которых начинаются в продолговатом мозге. Каждая ветвь связана с конкретной адаптационной поведенческой стратегией, обе из которых оказывают тормозящий эффект посредством парасимпатической нервной системы. Система блуждающего нерва противопоставляется симпатико-адреналовой системе, которая связана с мобилизирующими видами поведения. Согласно поливагальной теории, эти системы филогенетически связаны.

## Дорсальный вагальный комплекс
Дорсальная ветвь блуждающего нерва берёт начало в дорсальном моторном ядре и считается филогенетически более древней ветвью. Эта ветвь не миелинизирована и существует у большинства позвоночных. Эта ветвь также известна как "вегетативный вагус", поскольку связана с первичными стратегиями выживания у примитивных позвоночных - рептилий и амфибий. В условиях сильного стресса эти животные при внешней угрозе цепенеют, сохраняя свои метаболические ресурсы.
Дорсальный вагальный комплекс (ДВК) предоставляет первичный контроль поддиафрагмальных внутренних органов, таких как пищеварительный тракт. В нормальных условиях ДВК поддерживают регуляцию пищеварительных процессов. Однако продолжительное растормаживание для млекопитающих может приводить к летальному исходу, поскольку вызывает апноэ и брадикардию.

## Вентральный вагальный комплекс
С развитием сложности нервной системы у млекопитающих развилась более продвинутая система, которая развила поведенческие и аффективные реакции на всё более сложное внешнее окружение. Вентральная ветвь блуждающего нерва берёт начало в двойном ядре (nucleus ambiguus) и, является миелинизированной, что даёт большую управляемость и скорость реакции. Эта ветвь также известна как "умный вагус", поскольку связана с регуляцией поведения "борьба или бегство" (проявления симпатической системы) с целью поддержания социально дружественных форм поведения. Эти виды поведения включают социальную коммуникацию, действия, направленные на самоуспокоение и самоутешение. Другими словами, эта ветвь блуждающего нерва в зависимости от ситуации может тормозить и растормаживать защитные лимбические сети. ВВК предоставляет первичное управление наддиафрагмальными внутренними органами, такими как пищевод, бронхи, гортань и глотка. ВВК также оказывает важное влияние на сердце. Когда тонус блуждающего нерва воздействует на сердечный водитель ритма, наблюдается базовая частота сердечных сокращений в покое. Иначе говоря, блуждающий нерв действует как тормоз, ограничитель, ограничивая частоту сердечных сокращений. Однако, когда тонус блуждающего нерва снижается, водитель ритма испытывает минимальное тормозящее влияние, поэтому в случае стресса может быстро активироваться мобилизация (борьба/бегство) без задействования симпато-адреналовой системы, поскольку её активация требует серьёзных биологических затрат.

## Вагальный тонус: физиологический маркер стресса
С целью поддержания гомеостаза центральная нервная система непрерывно реагирует на средовые факторы посредством нервной обратной связи. Стрессовые события нарушают ритмическую структуру автономных состояний и, как следствие, поведения. Поскольку блуждающий нерв играет интегральную роль в работе парасимпатической нервной системы посредством регуляции ЧСС, можно сделать вывод, что амплитуда дыхательной синусовой аритмии (ДСА) является хорошим показателем активности парасимпатической нервной системы, опосредованной сердечной ветвью блуждающего нерва. Таким образом, ДСА предоставляет измеримый неинвазивный способ оценки модулирующего влияния блуждающего нерва на стрессовые реакции. Этот метод полезен для оценки индивидуальных различий в стрессовых реакциях.

## Внешние ссылки
- The Polyvagal Theory Архивная копия от 21 мая 2017 на Wayback Machine
- The polyvagal theory: phylogenetic substrates of a social nervous system